# Culinária da Tailândia

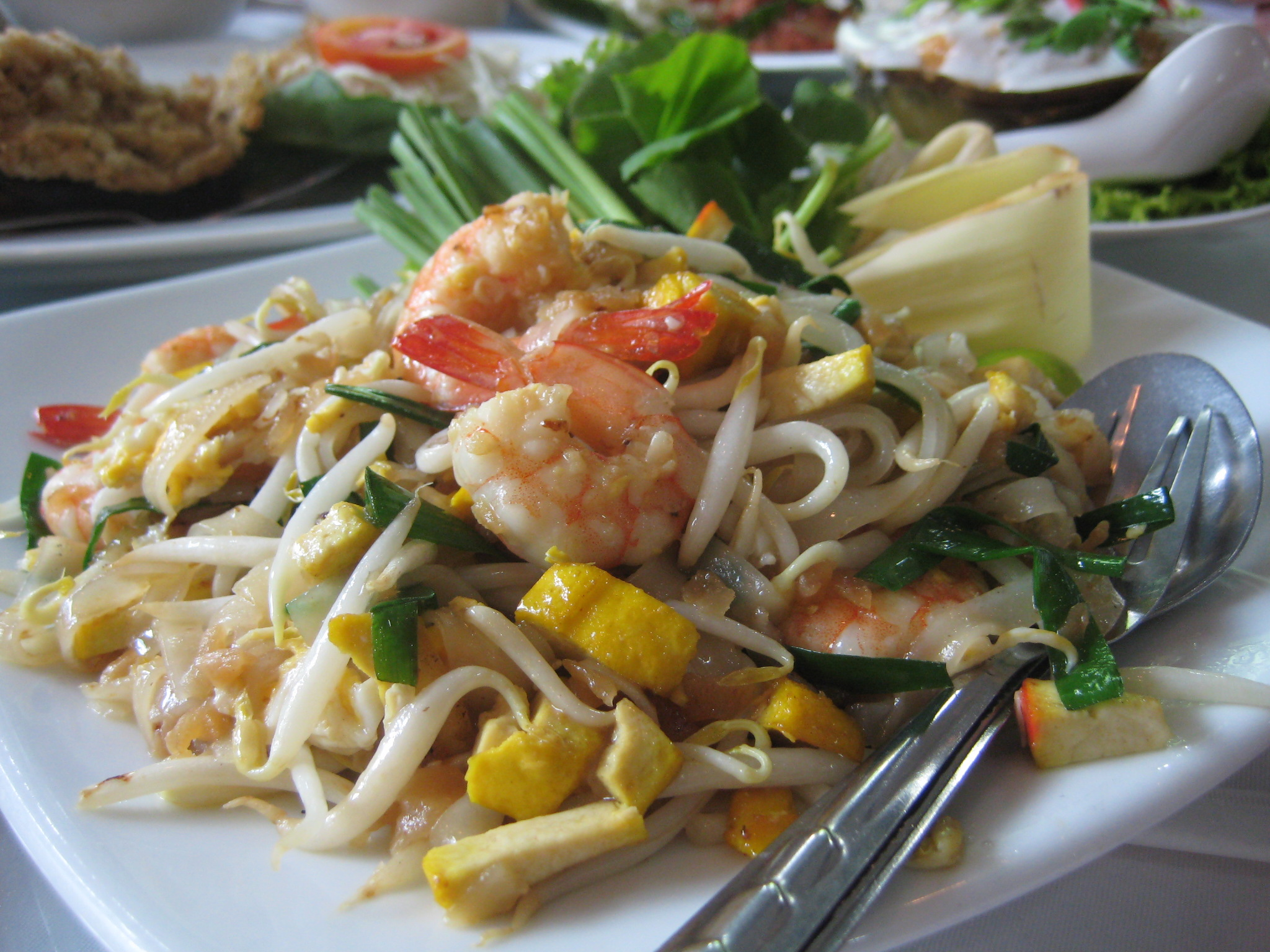
Pad thai tailandês

A culinária da Tailândia é caracterizada pela combinação de especiarias que proporcionam mistura de sabores e aromas variados: doce (açúcar, frutos, pimentas doces); apimentado (pimentas); ácido (vinagre, sumo de lima, tamarindo); e salgado (molho de soja, molho de peixe).
Mesmo sem nunca ter sido colonizado, o país recebeu influências de diversos povos e países, como China, Vietnã, Mianmar, Laos, Cambodia e até Portugal. Todas essas influências, sob a forma de métodos de preparo ou de ingredientes, foram incorporadas às técnicas e pratos tailandeses de maneira que os complementassem ou se incorporassem aos originais, enriquecendo ainda mais a culinária do país.

## Ingredientes
A maioria dos pratos da cozinha tailandesa tenta combinar a maioria destes sabores, quando não todos. Isto é conseguido pelo uso de ervas, especiarias e frutas, como: pimentão, cominho, alho, gengibre, manjericão, lima, capim-limão, coentro, pimenta, curcuma e chalota. O ingrediente principal é o arroz, que pode ser usado como sopa, frito ou simplesmente cozido branco.

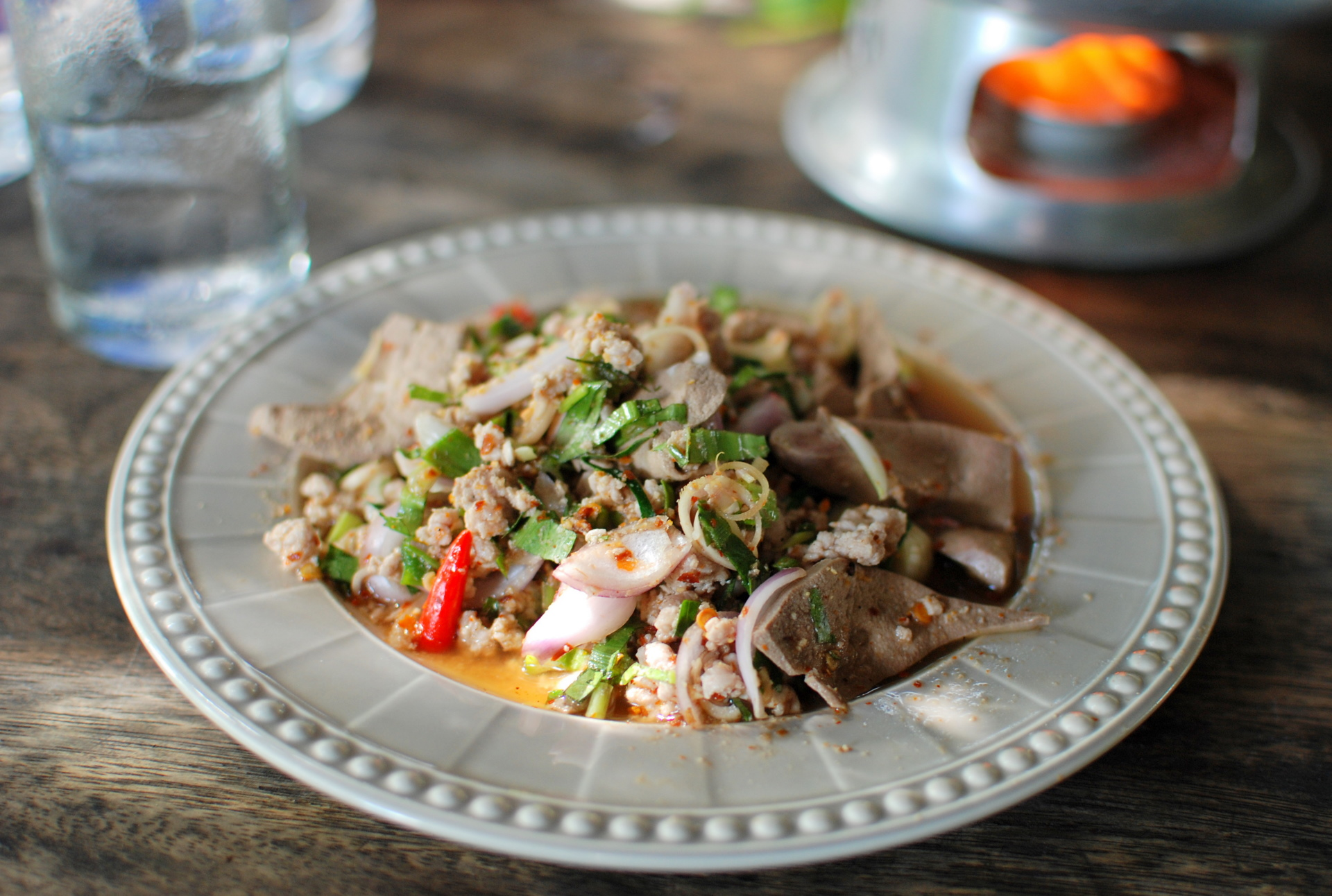
Lap mu.

## Preparações comuns

### Café da manhã / อาหารเช้า
- Chok: mingau de arroz com Anredera cordifolia, similar à aparência e ao sabor largamente consumidos na América do Sul.
- Khao Khai Chiao: Consiste em uma tortilha (khai chiao) com arroz branco, muitas vezes comido com molho de pimentão e pepino.
- Khao tom: É uma sopa de arroz feita geralmente com carne de porco, frango, peixe ou camarão.
- Pathongko: É a versão tailandesa do pão frito chinês chamado youtiao. Pode-se untar com diferentes pastas e molhos.
- Nam taohu: Leite de soja.

### Comida
- Nam Prik Pao: molho de pimenta tostada com chalotas, alho e camarões secos.
- Khao Mangal
- Frango com arroz servido em caldo de galinha e leite de coco.
- Ped Dang: Assado de frango ao gengibre.
- Sukijakithai: Carne e peixe em massa de ovo servido com legumes e pasta de farinha de arroz.
- Nevayum: Carne picada temperada e servida com salada.
- Tom Kha Gai: Sopa de raiz de galanga.
- Kaeng Kari Kai: Frango ao curry suave.
- Tom yum: Um tipo de sopa picante e ácida, com caldo de camarão, frango ou carne, coentro, cogumelos e limão.

### Bebidas / เครื่องดื่ม
- Nam Maphrao: É um suco de coco, servido geralmente no próprio coco.
- Cha Yen (ชาเย็น): Consiste no chá, quer seja o leite evaporado, leite de coco ou inteiro adicionado ao sabor, que faz uma aparência cremosa e normalmente também se adiciona gelo e o adoça com açúcar.
- Cha Ma Now (ชามะนาว): É similar à bebida anterior, mas com sabor limão.
- Cha Ron (ชาร้อน): É o chá quente, majoritariamente servido no café da manhã.
- Chang (ช้าง): Cerveja produzida pela Thai Beverage
- Singha (สิงห์): Cerveja.
- Nam bai bua bok (	น้ำใบบัวบก): Bebida feita com Centella asiatica
- Krating Daeng (กระทิงแดง): Bebida energética não carbonatada, que originou o Red Bull.
- Nam Matum: Consiste em uma bebida refrescante e saudável feita a partir do fruto da árvore de bael.
- Mekhong (แม่โขง): Marca de whisky.
- Oliang (โอเลี้ยง): Café gelado.
- Sato (สาโท): Vinho de arroz.
- SangSom: Marca de rum.

### Molhos
- Sriracha (ซอสศรีราชา): molho picante
- Nam chim sate (น้ำจิ้ม สะเต๊ะ): molho de amendoim
- Nam chim kai (น้ำจิ้มไก่): molho picante de galinha
- Nam chim chaeo (น้ำจิ้ม แจ่ว): É um molho pegajoso, doce e picante feito com pimentas secas, molho de peixe, açúcar de palma, suco de limão e arroz. É, frequentemente, servido como um molho com yang mu (carne de porco grelhada).